# 天満球場
天満球場（てんまきゅうじょう）は、和歌山県東牟婁郡那智勝浦町にある野球場。

## 施設概要
- 両翼87m、センター105m
- ソフトボール・少年野球専用。